# Scoriodyta sereinae
Scoriodyta sereinae är en fjärilsart som beskrevs av Peter Hättenschwiler 1989. Scoriodyta sereinae ingår i släktet Scoriodyta och familjen säckspinnare. Inga underarter finns listade.